# Бухардт, Фридрих
Фри́дрих Бу́хардт (нем. Friedrich Buchardt; 17 марта 1909, Рига, Российская империя — 20 декабря, 1982, Нуслох, ФРГ) — балтийский немец, оберштурмбаннфюрер СС, командир айнзацкоманды 9, входившей в состав айнзацгруппы B, сотрудник Главного управления имперской безопасности. После войны до 1947 года работал на МИ-6, а затем на ЦРУ, благодаря чему избежал судебного преследования.

## Биография
Фридрих Бухардт родился 17 марта 1909 года в семье фармацевта Теодора Фридриха Бухардта. Изучал юриспруденцию в университетах Берлина и Йены. В 1932 году защитил диссертацию «Право латышских национальных меньшинств в его международном, конституционным и административном значении» и таким образом стал доктором права. С 1920-х годов Бухардт уже придерживался национал-социалистических взглядов. В октябре 1933 года вступил в Штурмовые отряды (СА), но через год вышел из рядов штурмовиков. В 1936 году присоединился к СД. С 1937 по 1939 год работал в институте Ванзее, где возглавлял отделение «Северо-восток». В 1938 году был зачислен в СС. В ноябре 1939 года служил в иммиграционном центре в Готенхафене, затем в Позене. В марте 1940 года стал руководителем отдела III (Служба безопасности) в ведомстве командира полиции безопасности и СД в Люблине. С октября по январь 1941 года служил в иммиграционном центре в Констанце. 1 июля 1940 года вступил в НСДАП (билет № 7675607). В феврале 1941 года стал начальником абшнита СД в Лицманштадте. С июня по ноябрь 1941 года был начальником СД в айнзацгруппе B и впоследствии вернулся в Лицманштадт. В январе 1943 года возглавил айнзацкоманду 9 в составе айнзацгруппы B, сменив Вильгельма Вибенса. На этой должности принимал участие в массовых убийствах в районе Витебска. В октябре 1943 года стал офицером генерального штаба Курта фон Готтберга, который возглавлял группу по борьбе с партизанскими отрядами. В январе 1944 года стал представителем отдела III B 4 (иностранные народы Востока) в Главном управлении имперской безопасности (РСХА). Летом 1944 года ему было присвоено звание оберштурмбаннфюрера СС, и он был назначен начальником зондеркоманды Восток, а также офицером связи между СС и армией Власова.
После окончания войны Бухардт изначально не проходил денацификационную процедуру из-за амнистии репатриантов. Его связи с американской разведкой, где с 1947  года он ценился как эксперт по вопросам Восточной Европы, защищали Бухардта от дальнейших разбирательств, таких как Нюрнбергский процесс по делу об айнзацгруппах. Бухардт предложил сотрудничество в обмен на освобождение от уголовного преследования. Он был классифицирован как важный информатор. В 1946 и 1947 году Бухардт работал на британскую разведку, которая полагала, что он участвовал в военных преступлениях. Из-за возможных военных преступлений и его связях с секретными службами он также был предметом расследования Штази, которая шпионила за ним в 1969 и 1970 годах.
После 1945 года Бухардт был директором фирмы Bau-Finanz-GmbH в Мангейме. В 1950-х годах принимал активное участие в деятельности партии GB/BHE, от который безуспешно баллотировался во время парламентских выборов 1953 года. Умер 20 декабря 1982 года.